# Металіст 1925
«Металі́ст 1925» — український футбольний клуб з міста Харкова. Домашній стадіон — СК «Металіст». Кольори клубу — жовто-сині. Виступає в Українській прем'єр-лізі.
Бронзовий призер Першої ліги 2020/21 і 2024/25. Бронзовий призер Другої ліги чемпіонату України 2017/18. Срібний призер Чемпіонату України серед аматорів 2016/17.
У 2016—2021 роках «Металіст 1925» посідав друге—четверте місця за відвідуваністю домашніх матчів серед усіх клубів чемпіонату України. 

## Історія
Футбольний клуб «Металіст 1925» було створено у Харкові 17 серпня 2016 року. Перший склад команди було сформовано на основі футболістів молодіжної академії харківського «Металіста» До першого тренерського штабу «жовто-синіх» увійшли останній тренер «Металіста» Олександр Призетко та колишні гравці «Металіста» Олександр Горяїнов і Сергій Ралюченко, генеральним директором став колишній нападник «Металіста» Володимир Лінке. Засновники клубу відразу заявили про наміри вийти до Прем'єр-ліги, для цього перед командою було поставлено завдання щороку підвищуватись у класі.
Однією з особливостей клубу в перші роки існування була ставка на місцевих гравців. Так, у першому складі «Металіста 1925» 22 футболісти із 25 були харків'янами. У заявці команди на сезон 2017/18 30 гравців із 35 були вихованцями харківського футболу, в сезоні 2018/19 — 27 із 39, у сезоні 2019/20 — 17 із 31.
Іншою особливістю «Металіста 1925» у цей період було те, що він позиціонував себе як народний клуб, співвласником якого може стати будь-який вболівальник. Клуб вболівальників харків'ян станом на 24 лютого 2022 року налічував 676 членів. При КВ функціонувало дев'ять постійних комісій, які вирішували нагальні питання життєдіяльності клубу. Завдяки Клубу вболівальників за 2018 рік вдалося зібрати 763 400 гривень на фінансування видатків команди.
Юридично «Металіст 1925» не є правонаступником «старого» «Металіста», який було розформовано через те, що його останній власник Сергій Курченко перестав фінансувати клуб та відмовився продати його іншим потенційним інвесторам.

### Сезон 2016/17: Чемпіонат України серед аматорів

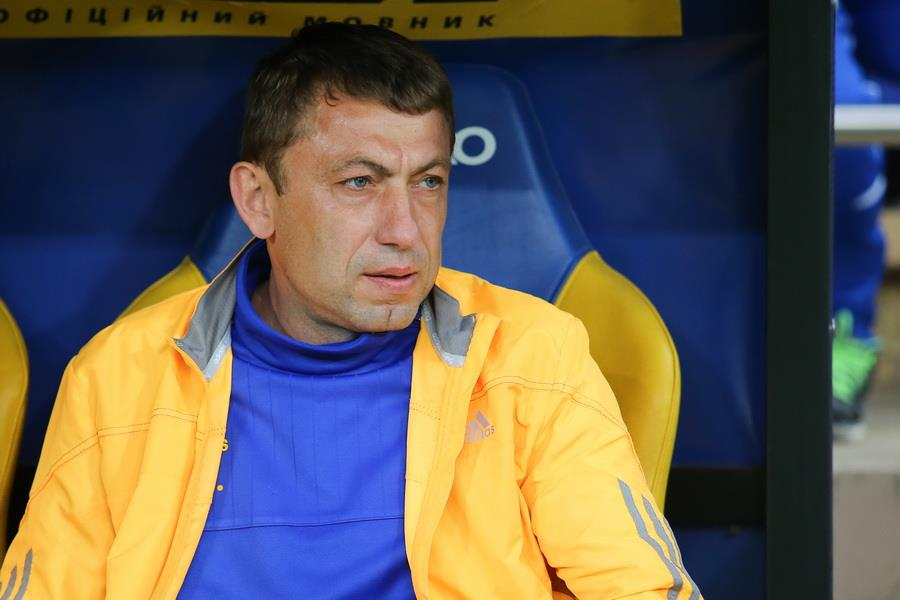
Олександр Призетко — перший головний тренер команди

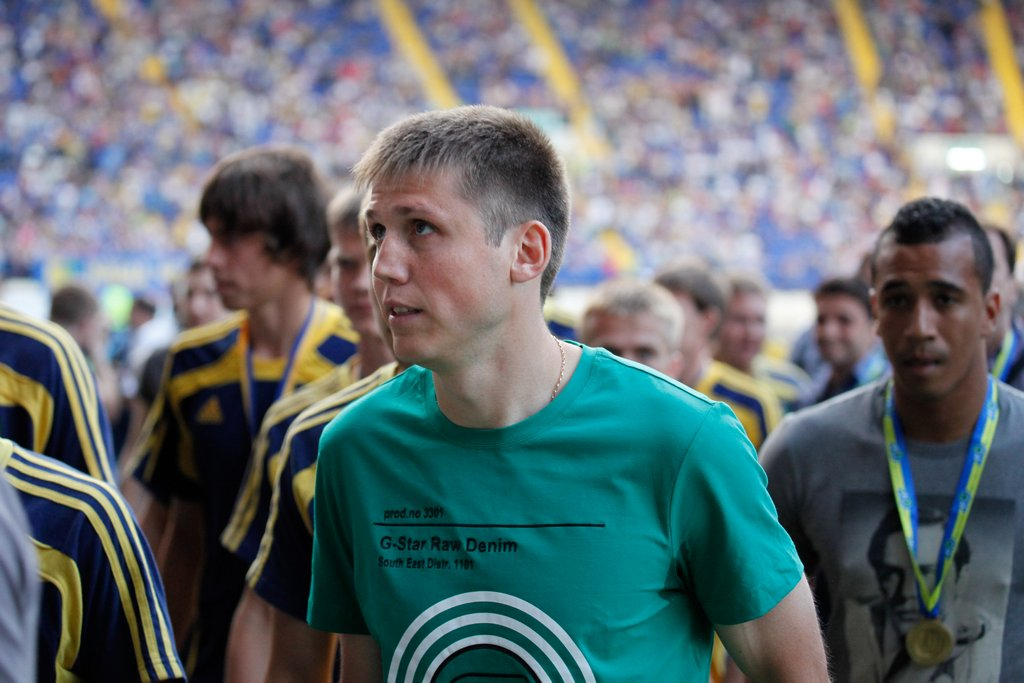
Сергій Давидов — перший капітан команди

У сезоні 2016/17 «Металіст 1925» виступав у Чемпіонаті України серед аматорів. Свій перший матч на цьому турнірі «жовто-сині» провели 21 серпня 2016 року на виїзді проти команди «Інгулець-3». Харківська команда перемогла з рахунком 2:1, голами відзначились Владислав Краєв та Сергій Давидов. Перше коло змагання команда завершила на 2 місці, програвши лише одного разу та набравши у 10 матчах 23 бали.
У лютому — травні 2017 року команда брала участь у Зимовому чемпіонаті Харківської області. 3 травня на ОСК «Металіст» у фіналі турніру «Металіст 1925» з рахунком 1:0 (Олег Синиця, з пенальті) одержав перемогу над командою «Статус» з Кегичівки і виграв перший трофей у своїй історії.
Друге коло Чемпіонату України серед аматорів «Металіст 1925» провів досить успішно, завдяки чому команда піднялась на перше місце у своїй групі та вийшла у фінал турніру. Загалом на груповій стадії аматорського чемпіонату «жовто-сині» зіграли 21 матч, у 14 з них одержали перемоги, в 6 з них — з великим рахунком (9:1, 5:2, 5:1, 3:0, 4:1, 4:0), і стали найрезультативнішою командою змагання. У фінальному матчі, що відбувся 19 червня 2017 року на стадіоні НСК «Олімпійський» у Києві, харків'яни поступилися команді «Агробізнес» з рахунком 0:4 і стали срібними призерами чемпіонату.

### Сезон 2017/18: Друга ліга

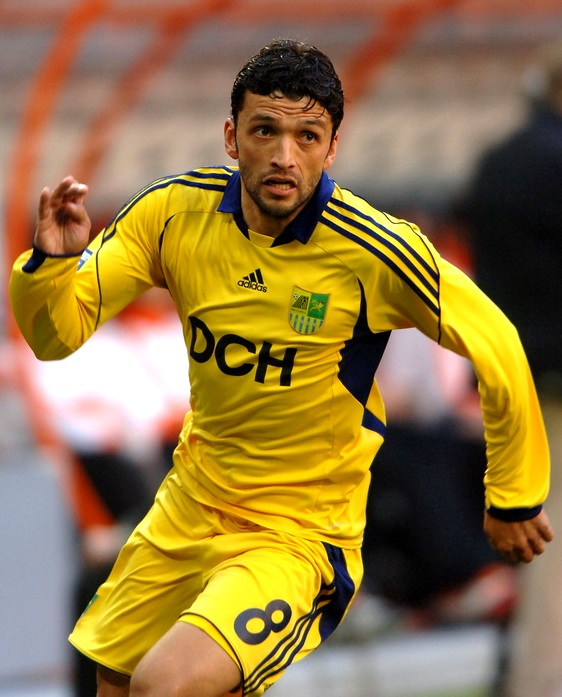
Едмар — гравець команди у 2017–2018, головний тренер у 2022–2023 роках

21 червня 2017 року «Металіст 1925» був прийнятий до складу ПФЛ і отримав професіональний статус.
Команда дебютувала у Другій лізі чемпіонату України з двох поразок, але після цього видала серію з дев'яти перемог поспіль, завдяки чому очолила турнірну таблицю своєї групи. Одним із лідерів харків'ян став колишній півзахисник «Металіста» та збірної України Едмар. У першій частині сезону «Металіст 1925» з 56 голами став найрезультативнішою командою Другої ліги. При цьому в 22 матчах команда пропустила всього 16 м'ячів (в середньому 0,7 м'яча за гру, менше лише у однієї команди ліги). Команді також належить найтриваліша у лізі серія з 18 матчів без поразок. У останніх матчах осені харків'яни трохи «пригальмували» і закінчили 2017 рік на другому місці з двохочковим відставанням від першого, яке посів СК «Дніпро-1». При цьому відрив «Металіста 1925» від третього місця склав 12 очок.
Під час зимової перерви команда посіла 3 місце у Кубку В. Пожечевського.
26 травня 2018 року «Металіст 1925», здобувши перемогу 4:0 над командою МФК «Миколаїв-2», достроково забезпечив собі друге місце у групі, бронзові медалі Другої ліги та вийшов до Першої ліги чемпіонату України. Нападник харківського клубу Сергій Давидов, забивши 23 голи, став найкращим бомбардиром турніру.

### Сезони 2018/19—2020/21: Перша ліга

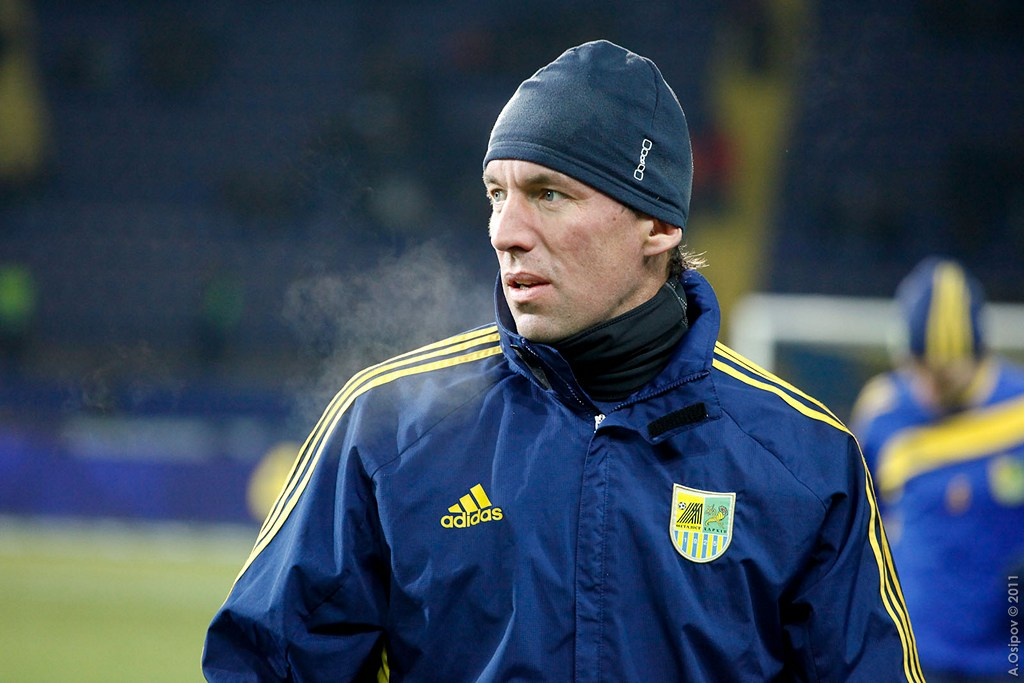
Олександр Горяїнов — тренер у 2016−2018, головний тренер у 2018−2019 роках

Дебютний матч у Першій лізі «Металіст 1925» провів 23 липня 2018 року проти команди «Агробізнес». Харківська команда виграла з рахунком 2:0. У вересні 2018 року «Металіст 1925» подав заявку на отримання атестата для участі у Прем'єр-лізі наступного сезону та згодом успішно пройшов атестацію за всіма критеріями. У кінці осінньої частини сезону «жовто-сині» видали серію із шести перемог поспіль, що стало рекордом сезону в Першій лізі. Завдяки цьому на зимову перерву «Металіст 1925» пішов, перебуваючи на другому місці у турнірній таблиці, пропустивши вперед, як і рік тому в Другій лізі, лише СК «Дніпро-1». Однак весняну частину сезону харків'яни провели невдало та в підсумку посіли четверте місце в Першій лізі.
Сезон 2019/20 «Металіст 1925» розпочав із домашньої перемоги над «Інгульцем» (1:0). За підсумками першого кола чемпіонату при високій щільності команд у турнірній таблиці (перше місце відділяло від сьомого лише 4 очки) харків'яни посідали першу сходинку. Клуб успішно пройшов атестацію для участі в УПЛ наступного сезону. Але в підсумку команда завершила сезон лише на сьомому місці.

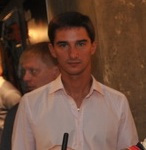
Валерій Кривенцов — головний тренер у 2020−2022 роках

У сезоні 2020/21 «Металіст 1925» провів рекордну для себе в Першій лізі безпрограшну серію, яка складалася з 14-ти матчів і тривала з 25 листопада 2020 року до 27 травня 2021 року. 5 червня 2021 року харківський клуб на виїзді з рахунком 4:0 розгромив «Кремінь» і достроково забезпечив собі вихід до Прем'єр-ліги.

### З сезону 2021/22: Прем'єр-ліга
15 червня 2021 року «Металіст 1925» було включено до складу учасників УПЛ сезону 2021/22.
25 липня 2021 року «Металіст 1925» на стадіоні «Металіст» провів свій дебютний матч у Прем’єр-лізі. «Жовто-сині» перемогли львівський «Рух» з рахунком 2:1, голи в харків'ян забили Юрій Батюшин і Дмитро Криськів.
Наприкінці серпня 2023 року голова наглядової ради «Металіста 1925» та засновник АES Group Костянтин Валеулін оголосив про припинення фінансування харківського клубу його компанією. Причиною стали російське вторгнення та знищення активів бізнесу, зокрема Ренійського порту та нафтобази у Дубно. Новим інвестором клубу став уродженець Харкова, засновник та СЕО криптобіржі WhiteBIT Володимир Носов. У листопаді того ж року на загальних зборах учасників «Металіста 1925» Володимира Носова обрали президентом клубу.

## Відвідуваність матчів
Сезон 2016/17
У першій же домашній грі «Металіста 1925», що відбулася 27 серпня 2016 року на стадіоні «Металіст» проти МФК «Житомир» (рахунок 0:0), встановлено рекорд відвідуваності Чемпіонату України серед аматорів за понад десять років — 6 652 глядачі. Середня відвідуваність домашніх ігор «Металіста 1925» у першому колі склала 4 449 глядачів. У першій частині сезону 2016/17 в Україні цей показник був вищим лише у трьох із 47 професійних клубів.
5 квітня 2017 року на харківському дербі «Металіст 1925» — «Соллі Плюс» було зафіксовано рекорд відвідуваності Аматорського чемпіонату України за всю історію турніру. Цей матч відвідав 9 831 глядач. Середня відвідуваність домашніх ігор «Металіста 1925» у Чемпіонаті України серед аматорів становила 4 298 глядачів. У сезоні 2016/17 цей показник тоді ще аматорської харківської команди в Україні змогли перевершити лише чотири професійні клуби.
Сезон 2017/18
17 вересня 2017 року матч «Металіст 1925» — «Дніпро-1» (1:1) на СК «Металіст» зібрав 14 521 глядача, що стало на той час абсолютним рекордом відвідуваності за всі сезони Другої ліги України.

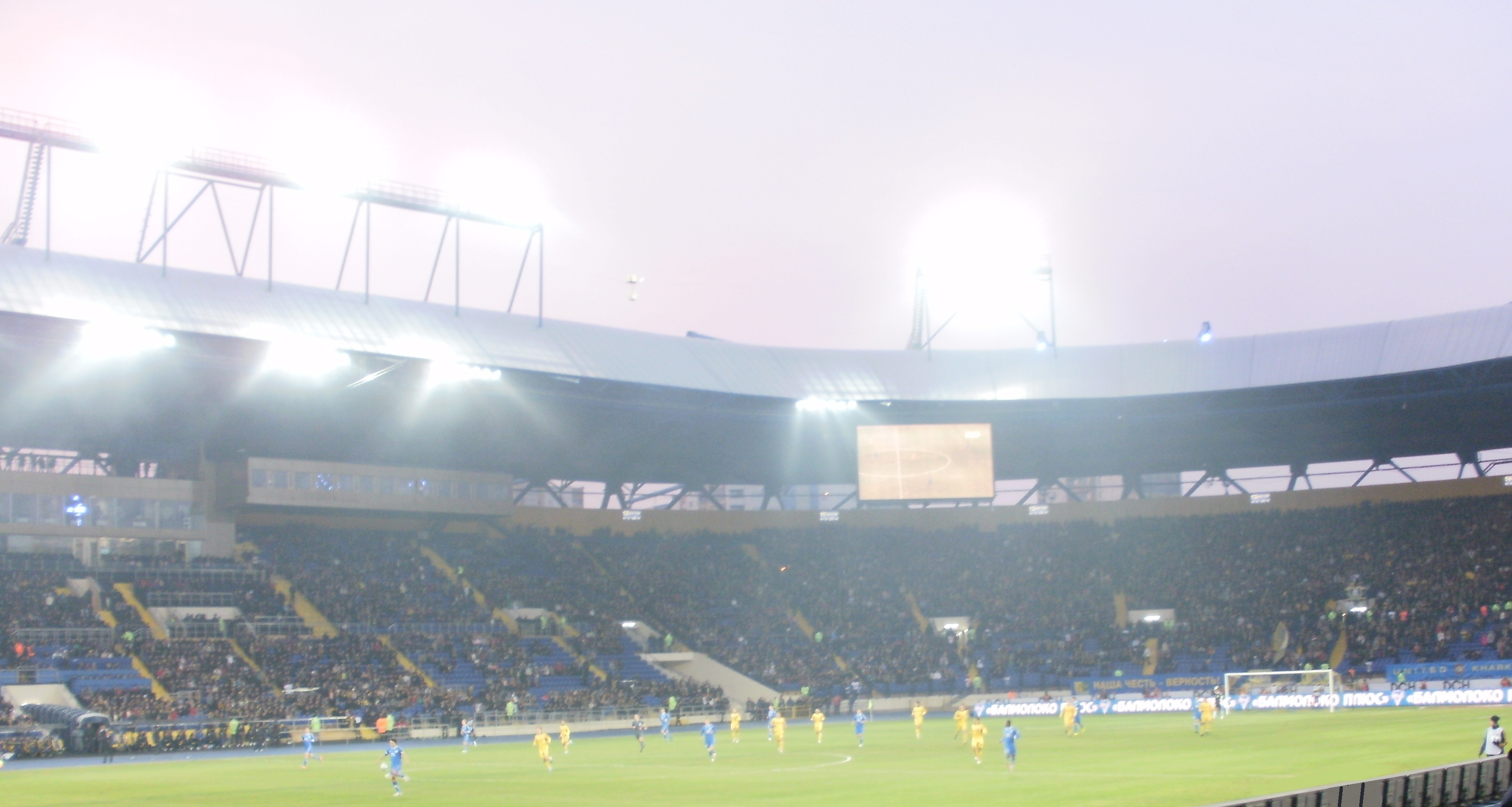
Стадіон «Металіст»

У серпні 2017 року за рішенням КДК ФФУ «Металіст 1925» провів три домашні матчі без глядачів. Без урахування цих ігор середня відвідуваність домашніх матчів харків'ян у першій половині сезону — 6 651 глядач, за весь сезон 2017/18 — 5 955 глядачів. Ці цифри в Україні змогли перевершити лише три клуби, що виступали у Прем'єр-лізі.
Сезон 2018/19
23 березня 2019 року матч «Металіст 1925» проти «Дніпра-1» (1:2) зібрав на трибунах 22 362 глядачі. Це найкращий за відвідуваностю матч у Першій лізі з сезону 2002/03 та п'ятий — за всю історію Першої ліги на той час.
У сезоні 2018/19 домашні матчі «Металіста 1925» у чемпіонаті відвідали в середньому 8 417 глядачів. Цей показник вище, ніж у інших клубів Першої, Другої ліг та всіх команд Прем'єр-ліги, за винятком київського «Динамо». Середня відвідуваність домашніх матчах «Металіста 1925» у Першій лізі також вища за аналогічні показники «Металіста» у Прем'єр-лізі в останні два роки його існування (7 698 у сезоні 2014/15 і 6 894 у сезоні 2015/16) і більш, ніж удвічі вища за середню відвідуваність матчів УПЛ 2018/19 (4 156 глядачів).
Сезон 2019/20
У сезоні 2019/20 через карантин, введений після початку пандемії коронавірусу, шість домашніх матчів «Металіста 1925» у Першій лізі пройшли без глядачів. Середня відвідуваність решти домашніх ігор «жовто-синіх» склала 5 697 глядачів. Це більше, ніж у всіх команд Першої та Другої ліг, а також більшості команд Прем'єр-ліги. Кращі показники мали лише два клуби вищого дивізіону чемпіонату України.
9 вересня 2019 року матч харків'ян проти ФК «Минай» зібрав на стадіоні «Металіст» 9 619 вболівальників, що стало рекордом сезону в Першій лізі.
Сезон 2020/21
У Першій лізі 2020/21 на сім домашніх матчів «Металіста 1925» через карантин не були допущені глядачі. На решті домашніх ігор були присутні в середньому 5 244 фанати.
На матчі проти одеського «Чорноморця» 27 травня 2021 року зібралося 13 134 вболівальників. Це стало рекордом відвідуваності у Першій лізі 2020/21 та другим показником у сезоні в усіх лігах українського чемпіонату.
Перелік найвідвідуванішіх матчів
Усі ігри відбулися в Харкові на стадіоні «Металіст»
| №  | Дата       | Змагання                                 | Матч                                | Глядачів | Примітки                                                                                  |
| 1  | 23.03.2019 | Перша ліга 2018/19                       | «Металіст 1925» — «Дніпро-1» 1:2    | 22 362   | Рекорд відвідуваності у Першій лізі за 16 років                                           |
| 2  | 11.09.2021 | Прем'єр-ліга 2021/22                     | «Металіст 1925» — «Динамо» 0:2      | 16 812   | Другий показник у Прем'єр-лізі 2021/22                                                    |
| 3  | 17.09.2017 | Друга ліга 2017/18                       | «Металіст 1925» — «Дніпро-1» 1:1    | 14 521   | Другий показник за всю історію Другої ліги                                                |
| 4  | 27.05.2021 | Перша ліга 2020/21                       | «Металіст 1925» — «Чорноморець» 0:1 | 13 134   | Рекорд відвідуваності у Першій лізі 2020/21 Другий показник у всіх лігах у сезоні 2020/21 |
| 5  | 12.06.2021 | Перша ліга 2020/21                       | «Металіст 1925» — «ВПК-Агро» 1:2    | 10 700   | [ 88 ]                                                                                    |
| 6  | 15.09.2018 | Перша ліга 2018/19                       | «Металіст 1925» — «Прикарпаття» 2:0 | 10 660   | [ 89 ]                                                                                    |
| 7  | 2.09.2018  | Перша ліга 2018/19                       | «Металіст 1925» — «Балкани» 3:0     | 9 961    | [ 90 ]                                                                                    |
| 8  | 5.04.2017  | Чемпіонат України серед аматорів 2016/17 | «Металіст 1925» — «Соллі Плюс» 1:0  | 9 831    | Абсолютний рекорд відвідуваності у Чемпіонаті України серед аматорів                      |
| 9  | 9.09.2019  | Перша ліга 2019/20                       | «Металіст 1925» — «Минай» 2:3       | 9 619    | Рекорд відвідуваності у Першій лізі 2019/20                                               |
| 10 | 22.07.2018 | Перша ліга 2018/19                       | «Металіст 1925» — «Агробізнес» 2:0  | 9 286    | [ 91 ]                                                                                    |

## Статистика виступів
| Сезон   | Етап, група | Місце  | Ігри | В  | Н | П | РМ    | Очки | Головний тренер | Найкращий бомбардир  |
| 2016/17 | Група 2     | 1 з 12 | 20   | 13 | 4 | 3 | 46−18 | 43   | О. Призетко     | С. Давидов (9 голів) |
| 2016/17 | Фінал       | 2      | 1    | 0  | 0 | 1 | 0−4   | —    | О. Призетко     | С. Давидов (9 голів) |

| Сезон   | Чемпіонат України | Чемпіонат України | Чемпіонат України | Чемпіонат України | Чемпіонат України | Чемпіонат України | Чемпіонат України | Чемпіонат України | Кубок України | Головний тренер                                        | Найкращий бомбардир (кількість голів) |
| Сезон   | Ліга              | Місце             | Ігри              | В                 | Н                 | П                 | РМ                | Очки              | Кубок України | Головний тренер                                        | Найкращий бомбардир (кількість голів) |
| 2017/18 | Друга Група «Б»   | 2 з 12 /          | 33                | 21                | 4                 | 8                 | 77−27             | 67                | 1/64 фіналу   | О. Призетко, О. Іванов, С. Ралюченко (в.о.), С. Валяєв | С. Давидов (24)                       |
| 2018/19 | Перша             | 4 з 15            | 28                | 15                | 6                 | 7                 | 35−20             | 51                | 1/16 фіналу   | С. Валяєв, О. Горяїнов                                 | О. Синиця (10)                        |
| 2019/20 | Перша             | 7 з 16            | 30                | 15                | 6                 | 9                 | 44−34             | 51                | 1/32 фіналу   | А. Демченко, В. Хруслов (в.о.)                         | Я. Ямполь (10)                        |
| 2020/21 | Перша             | з 16              | 30                | 16                | 8                 | 6                 | 36−22             | 56                | 1/64 фіналу   | В. Кривенцов                                           | В. Пономар (6), Ю. Батюшин (6)        |
| 2021/22 | Прем'єр-ліга      | 10 з 16           | 18                | 6                 | 1                 | 11                | 17−29             | 19                | 1/8 фіналу    | В. Кривенцов                                           | Марлісон (5)                          |
| 2022/23 | Прем'єр-ліга      | 12 з 16           | 30                | 6                 | 14                | 10                | 23−42             | 32                | —             | В. Кривенцов, Едмар                                    | Р. Русин (4)                          |
| 2023/24 | Прем'єр-ліга      | 16 з 16           | 30                | 5                 | 8                 | 17                | 32−57             | 23                | 1/8 фіналу    | Едмар, О. Голодюк, В. Скрипник                         | Д. Юсов (6)                           |
| 2024/25 | Перша             | з 18              | 24                | 11                | 7                 | 6                 | 34−21             | 40                | 1/16 фіналу   | С. Карпенко (в.о.), П. ван Леувен, О. Чижов (в.о.)     | Арі Моура (15)                        |
| 2024/25 | Плей-оф           |                   | 2                 | 2                 | 0                 | 0                 | 2−0               | —                 | 1/16 фіналу   | С. Карпенко (в.о.), П. ван Леувен, О. Чижов (в.о.)     | Арі Моура (15)                        |
| 2025/26 | Прем'єр-ліга      |                   |                   |                   |                   |                   |                   |                   |               | М. Бартулович                                          |                                       |

Найбільші перемоги:
- в Українській прем'єр-лізі — 4:0 «Інгулець» (22.10.2021, Харків);
- у Першій лізі України — 4:0 «Кремінь» (5.06.2021, Кременчук, 9.10.2024, Млиново), «Агробізнес» (26.04.2025, Млиново);
- у Другій лізі України — 5:0 «Металург» (29.09.2017, Запоріжжя), «Реал Фарма» (29.10.2017, Харків);
- у Кубку України — 4:1 «Локомотив» (3.08.2024, Київ);
- у Чемпіонаті України серед аматорів — 9:1 МФК «Первомайськ» (11.09.2016, Харків).

Найбільші поразки:
- в Українській прем'єр-лізі — 0:7 «Шахтар» (5.03.2023, Львів);
- у Першій лізі України — 0:5 «Агробізнес» (23.11.2019, Волочиськ);
- у Другій лізі України — 1:4 «Мир» (2.05.2018, Харків);
- у Кубку України — 0:4 «Верес» (22.08.2024, Млиново);
- у Чемпіонаті України серед аматорів — 0:4 «Таврія-Скіф» (20.05.2017, Роздол), «Агробізнес» (19.06.2017, Київ).

Найрезультативніші матчі:
- в Українській прем'єр-лізі — 1:6 «Зоря» (31.10.2021, Харків), 0:7 «Шахтар» (5.03.2023, Львів), 3:4 «Верес» (25.11.2023, Рівне);
- у Першій лізі України — 4:2 «Кремінь» (26.10.2019, Полтава; 13.08.2020, Харків);
- у Другій лізі України — 6:2 МФК «Миколаїв-2» (4.09.2017, Миколаїв);
- у Кубку України — 5:3 «Полтава» (12.08.2024, Київ);
- у Чемпіонаті України серед аматорів — 9:1 МФК «Первомайськ» (11.09.2016, Харків).

Покери та хет-трики
Вказано гравців, що забили три та більше голів у одному офіційному матчі
| Гравець          | Голів | Турнір | Суперник            | Результат | Дата       | Джерело |
| ---------------- | ----- | ------ | ------------------- | --------- | ---------- | ------- |
| Олег Синиця      | 4     | 1 ліга | «Суми» (д)          | 4:1       | 05.08.2018 | [ 93 ]  |
| Сергій Давидов   | 3     | 2 ліга | «Металург» З. (д)   | 4:0       | 29.07.2017 | [ 94 ]  |
| Сергій Давидов   | 3     | 2 ліга | «Суднобудівник» (д) | 5:1       | 09.08.2017 | [ 95 ]  |
| Максим Єрмоленко | 3     | 2 ліга | «Суднобудівник» (г) | 5:1       | 02.06.2018 | [ 96 ]  |

## Досягнення
Перша ліга чемпіонату України:
 Бронзовий призер (2): 2020/21, 2024/25.
Друга ліга чемпіонату України:
 Бронзовий призер: 2017/18.
Чемпіонат України серед аматорів:
 Віце-чемпіон: 2016/17.
Зимовий чемпіонат Харківської області:
 Чемпіон: 2017.
Кубок В. Пожечевського:
 Бронзовий призер: 2018.

## Керівництво

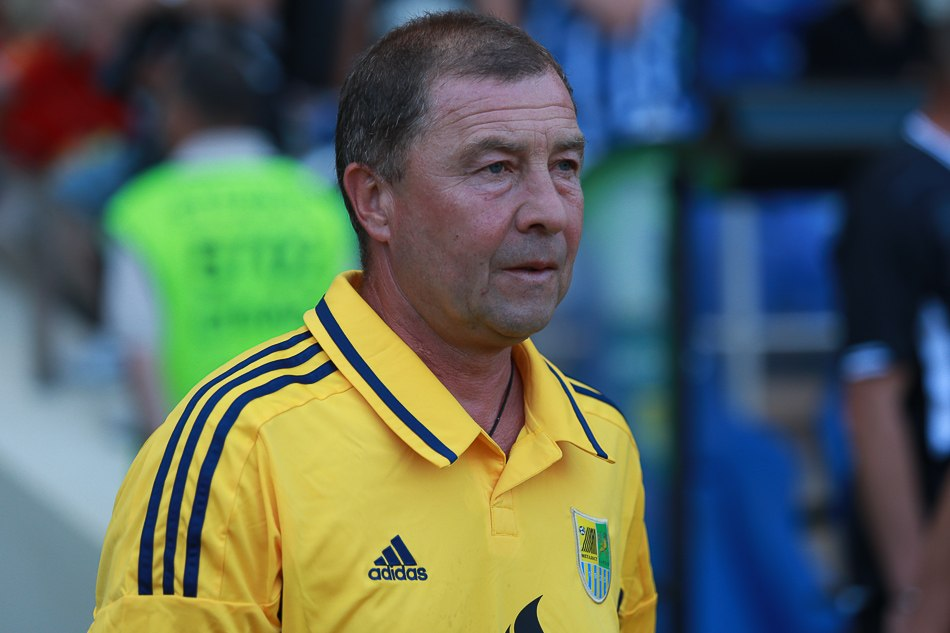
Володимир Лінке

| Посада                 | Ім'я            | Джерело |
| ---------------------- | --------------- | ------- |
| Президент              | Богдан Бойко    | [ 97 ]  |
| Віцепрезидент          | Юрій Коротун    | [ 97 ]  |
| Генеральний директор   | Антон Іванов    | [ 97 ]  |
| Спортивний директор    | Микола Шамардін | [ 97 ]  |
| Голова наглядової ради | Володимир Носов | [ 98 ]  |

| Період                | Посада               | Ім'я                | Джерело         |
| --------------------- | -------------------- | ------------------- | --------------- |
| 17.08.2016−14.08.2020 | Генеральний директор | Володимир Лінке     | [ 99 ]          |
| 14.08.2020−29.09.2020 | Генеральний директор | Антон Іванов (в.о.) | [ 99 ]          |
| 29.09.2020−22.11.2023 | Генеральний директор | Ярослав Вдовенко    | [ 100 ] [ 101 ] |
| 22.11.2023−30.07.2025 | Президент            | Володимир Носов     | [ 102 ] [ 98 ]  |
| 30.07.2025 − т. ч.    | Президент            | Богдан Бойко        | [ 98 ]          |

## Головні тренери

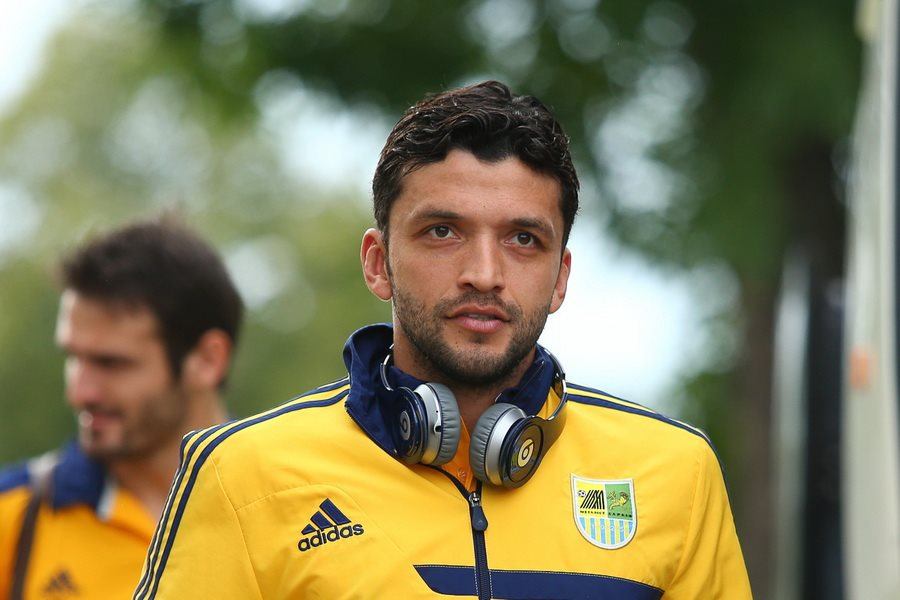
Едмар

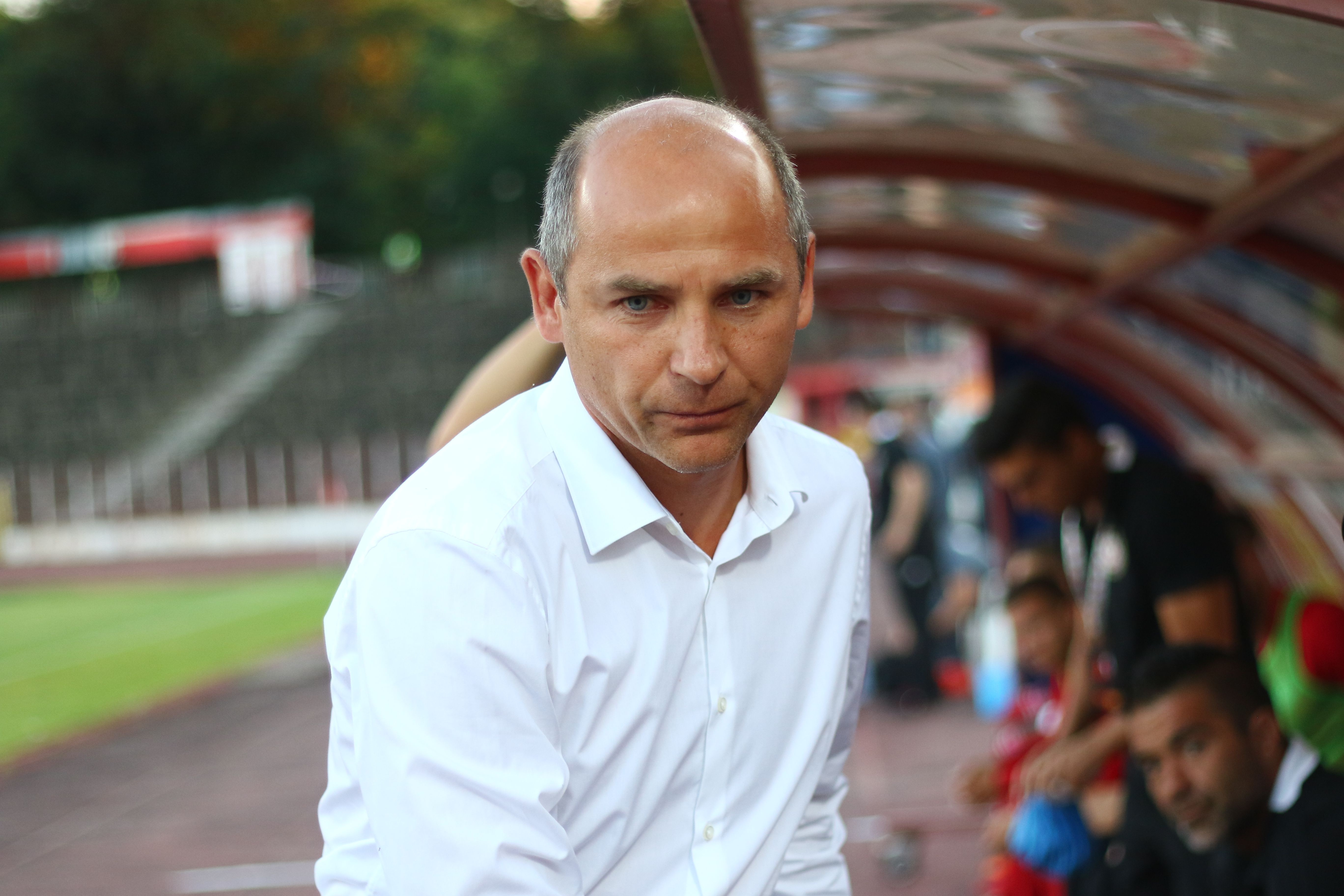
Віктор Скрипник

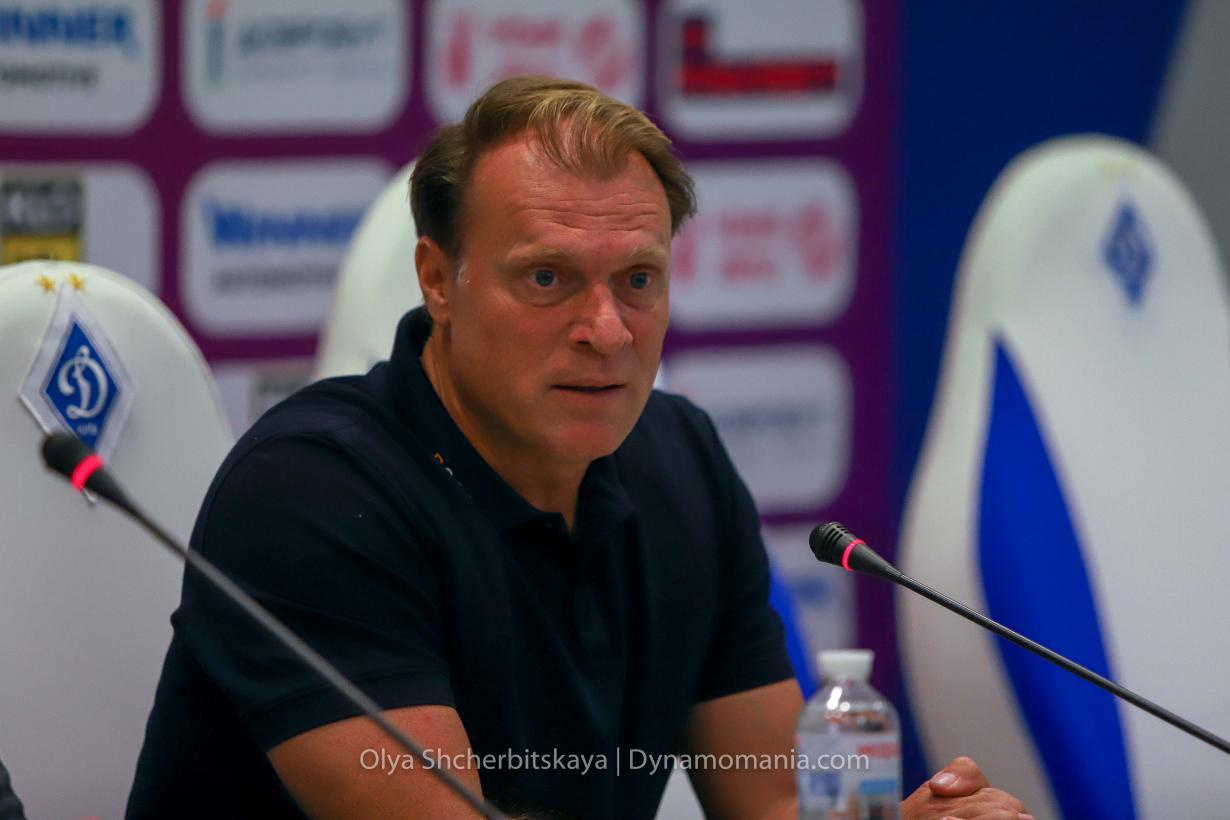
Патрік ван Леувен

| Період                | Ім'я                     | Досягнення                                     |
| --------------------- | ------------------------ | ---------------------------------------------- |
| 17.08.2016−26.09.2017 | Олександр Призетко       | 2 місце в Чемпіонаті України серед аматорів    |
| 27.09.2017−03.05.2018 | Олександр Іванов         |                                                |
| 03.05.2018−08.05.2018 | Сергій Ралюченко (в.о.)  |                                                |
| 08.05.2018−11.09.2018 | Сергій Валяєв            | 3 місце в Другій лізі                          |
| 11.09.2018−04.06.2019 | Олександр Горяїнов       | 4 місце в Першій лізі                          |
| 19.06.2019−21.07.2020 | Андрій Демченко          |                                                |
| 21.07.2020−21.08.2020 | В'ячеслав Хруслов (в.о.) | 7 місце в Першій лізі                          |
| 21.08.2020−22.10.2022 | Валерій Кривенцов        | 3 місце в Першій лізі, 10 місце в Прем'єр-лізі |
| 23.10.2022−06.11.2023 | Едмар                    | 12 місце в Прем'єр-лізі                        |
| 06.11.2023−20.12.2023 | Олег Голодюк (в.о.)      |                                                |
| 20.12.2023−27.07.2024 | Віктор Скрипник          | 16 місце в Прем'єр-лізі                        |
| 28.07.2024−20.08.2024 | Сергій Карпенко (в.о.)   |                                                |
| 20.08.2024−18.05.2025 | Патрік ван Леувен        |                                                |
| 20.05.2025−20.06.2025 | Олександр Чижов (в.о.)   | 3 місце в Першій лізі                          |
| 20.06.2025 − т. ч.    | Младен Бартулович        |                                                |

## Тренерський штаб

### Основна команда

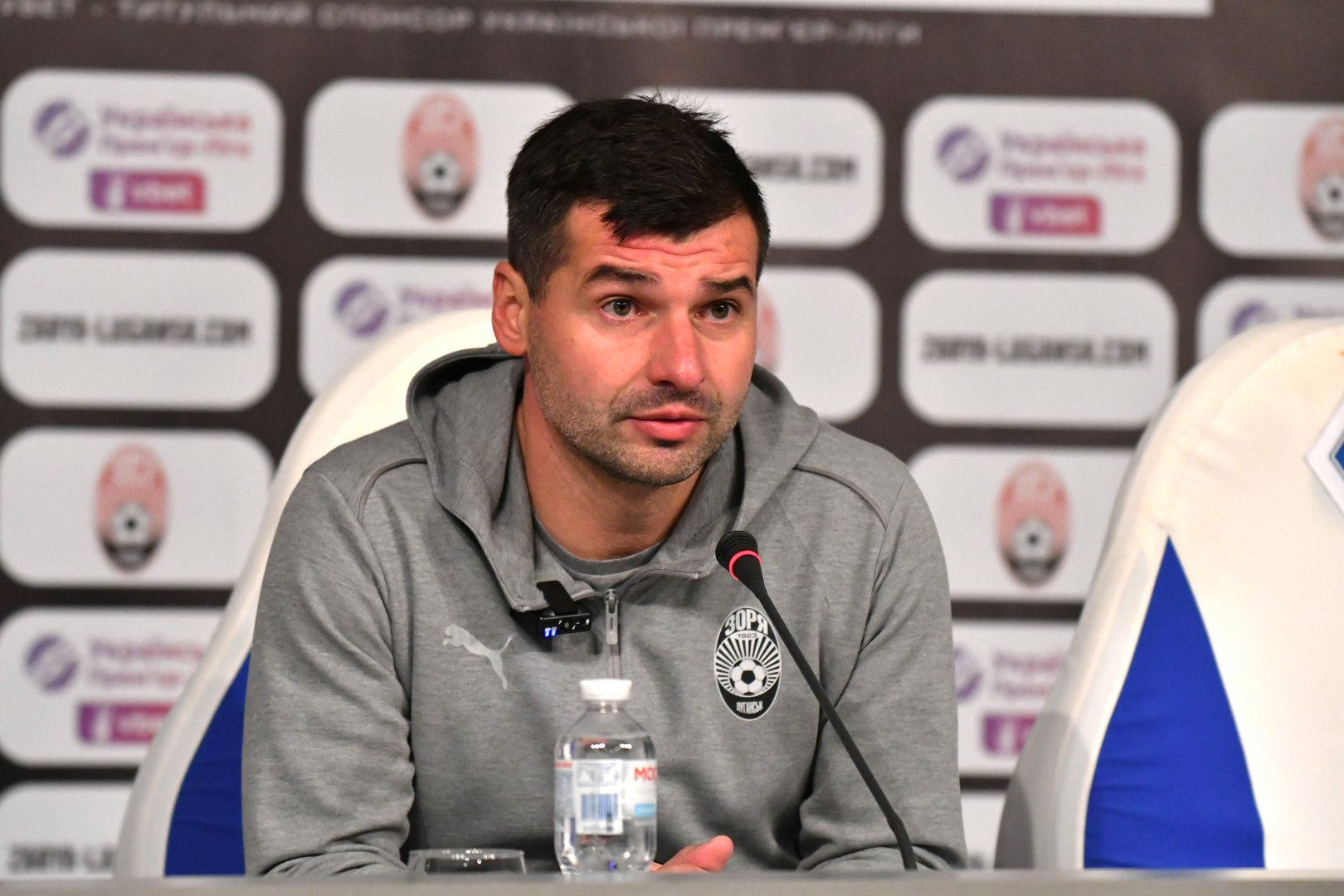
Младен Бартулович

| Посада                       | Ім'я               |
| ---------------------------- | ------------------ |
| Головний тренер              | Младен Бартулович  |
| Помічник головного тренера   | Олександр Чижов    |
| Помічник головного тренера   | Максим Цвіренко    |
| Помічник головного тренера   | Євген Шахов        |
| Тренер воротарів             | Сергій Долганський |
| Тренер з фізичної підготовки | Андрій Шабалін     |
| Тренер з фізичної підготовки | Драган Тодорович   |

### Юнацький склад (U-19)
| Посада                       | Ім'я             |
| ---------------------------- | ---------------- |
| Старший тренер               | Євген Назаров    |
| Помічник головного тренера   | Олег Сивуха      |
| Тренер-аналітик              | Роман Гречак     |
| Тренер воротарів             | Денис Сидоренко  |
| Тренер з фізичної підготовки | Вадим Раєвський  |
| Тренер з фізичної підготовки | Максим Єрмоленко |

## Поточний склад

### Основний склад
Станом на 8 серпня 2025  року відповідно до офіційної заявки на сайті УПЛ
| №  | Поз. | Нац.     | Гравець            |
| -- | ---- | -------- | ------------------ |
| 1  | ВР   | Україна  | Олег Мозіль        |
| 23 | ВР   | Україна  | Ярослав Проценко   |
| 30 | ВР   | Україна  | Данило Варакута    |
| 2  | ЗХ   | Україна  | Дмитро Капінус     |
| 13 | ЗХ   | Україна  | Володимир Салюк    |
| 18 | ЗХ   | Україна  | Євген Павлюк       |
| 24 | ЗХ   | Україна  | Олександр Мартинюк |
| 27 | ЗХ   | Україна  | Ілля Крупський     |
| 31 | ЗХ   | Україна  | Артем Шабанов      |
| 74 | ЗХ   | Україна  | Ігор Снурніцин     |
| 5  | ПЗ   | Україна  | Іван Калюжний      |
| 7  | ПЗ   | Бразилія | Арі Моура          |

| №  | Поз. | Нац.    | Гравець               |
| -- | ---- | ------- | --------------------- |
| 8  | ПЗ   | Україна | Самуель Обінайя       |
| 11 | ПЗ   | Україна | В'ячеслав Чурко       |
| 14 | ПЗ   | Україна | Рамік Гаджиєв         |
| 15 | ПЗ   | Україна | Денис Антюх           |
| 17 | ПЗ   | Україна | Ігор Когут            |
| 19 | ПЗ   | Албанія | Ермір Рашиця          |
| 25 | ПЗ   | Україна | Іван Литвиненко       |
| 45 | ПЗ   | Україна | Владислав Калітвінцев |
| 91 | ПЗ   | Україна | Матвій Панченко       |
| 80 | НП   | Нігерія | Крістіан Мба          |
| 98 | НП   | Нігерія | Петер Ітодо           |

### Юнацький склад (U-19)
Станом на 5 серпня 2025  року відповідно до офіційної заявки на сайті УПЛ
| № | Поз. | Нац.    | Гравець           |
| - | ---- | ------- | ----------------- |
|   | ВР   | Україна | Микита Гончаров   |
|   | ВР   | Україна | Максим Соловей    |
|   | ВР   | Україна | Микита Турчинов   |
|   | ЗХ   | Україна | Кирило Гереліс    |
|   | ЗХ   | Україна | Ілля Засовіцький  |
|   | ЗХ   | Україна | Данило Збрицький  |
|   | ЗХ   | Україна | Олег Новаковський |
|   | ЗХ   | Україна | Єгор Потапенко    |
|   | ЗХ   | Україна | Арсеній Свіргун   |
|   | ЗХ   | Україна | Ілля Сосницький   |
|   | ЗХ   | Україна | Руслан Ткаченко   |
|   | ПЗ   | Україна | Данііл Белицький  |
|   | ПЗ   | Україна | Ігор Богомолов    |
|   | ПЗ   | Україна | Кирило Жуков      |
|   | ПЗ   | Україна | Кирило Жуковський |
|   | ПЗ   | Україна | Денис Зеленцов    |

| №  | Поз. | Нац.    | Гравець            |
| -- | ---- | ------- | ------------------ |
| 44 | ПЗ   | Україна | Денис Кондратюк    |
| 88 | ПЗ   | Україна | Андрій Король      |
|    | ПЗ   | Україна | Кирило Кріштопа    |
|    | ПЗ   | Україна | Андрій Павлученко  |
|    | ПЗ   | Україна | Олександр Петрук   |
|    | ПЗ   | Україна | Данііл Пільганчук  |
|    | ПЗ   | Україна | Олексій Плічко     |
|    | ПЗ   | Україна | Ілля Хруник        |
|    | ПЗ   | Україна | Віктор Цубін       |
|    | ПЗ   | Україна | Ілля Яковлєв       |
|    | НП   | Україна | Іван Багрій        |
|    | НП   | Україна | Ярослав Карпізін   |
|    | НП   | Україна | Владислав Колісник |
|    | НП   | Україна | Станіслав Сотнічук |
|    | НП   | Україна | Тарас Усіченко     |

## Капітани
Враховано матчі на професійному рівні та в Чемпіонаті України серед аматорів. Станом на 3 червня 2025 року.
| Гравець          | Роки в команді | Роки капітанства | Матчів як капітан |
| ---------------- | -------------- | ---------------- | ----------------- |
| Сергій Давидов   | 2016−2020      | 2016−2019        | 74                |
| Артем Габелок    | 2021−2024      | 2022−2024        | 53                |
| Максим Імереков  | 2024−2025      | 2024−2025        | 27                |
| Денис Сидоренко  | 2018−2024      | 2020−2022        | 24                |
| Віталій Кольцов  | 2019−2021      | 2020−2021        | 21                |
| Едмар            | 2017−2018      | 2017−2018        | 13                |
| Олександр Жданов | 2017−2019      | 2018−2019        | 12                |
| Ярослав Ямполь   | 2019−2021      | 2019−2020        | 10                |
| Дмитро Поспєлов  | 2018−2020      | 2019−2020        | 10                |
| Ярослав Мартинюк | 2022−2023      | 2023             | 6                 |
| Владлен Юрченко  | 2024−2025      | 2025             | 4                 |
| Олег Голодюк     | 2021           | 2021             | 2                 |
| Андрій Ралюченко | 2017−2019      | 2017             | 1                 |
| Артур Западня    | 2021           | 2021             | 1                 |
| Євгеній Ткачук   | 2021−2024      | 2023             | 1                 |

## Відомі гравці
Футболісти, що виступали за національні збірні
 Україна (2018) Андрій Борячук, грав за «Металіст 1925» у 2022 та 2023–2025
 Україна (2011–2021) Денис Гармаш, грав за «Металіст 1925» у 2024
 Україна (2011–2014) Едмар, грав за «Металіст 1925» у 2017–2018
 Україна (з 2024) Іван Калюжний, грає за «Металіст 1925» у 2018–2019 та з 2025
 Україна (з 2024) Дмитро Криськів, грав за «Металіст 1925» у 2020–2022
 Україна (з 2025) Олександр Мартинюк, грає за «Металіст 1925» з 2025
 Україна (2017–2019) Артем Шабанов, грає за «Металіст 1925» з 2025
 Грузія (з 2014) Соломон Кверквелія, грав за «Металіст 1925» у 2021
 Замбія (з 2021) Голден Мафвента, грав за «Металіст 1925» у 2024–2025

## Інфраструктура
Домашнім стадіоном команди є СК «Металіст».
До 2022 року команда проводила тренування на навчально-тренувальній базі у селищі Високий.
З 2022 року через повномасштабне вторгнення Росії в Україну «Металіст 1925» поїхав з Харкова та став базуватися в селі Щасливе Київської області. Домашні матчі команда також проводить за межами Харкова, зокрема, в 2022—2025 роках вона грала в Києві (на НСК «Олімпійський» і НТК імені Віктора Баннікова) та Київській області (на стадіоні «Колос» у Ковалівці та арені «Лівий берег» у Млиново). В сезоні 2025/26 домашньою ареною «Металіста 1925» став Центральний стадіон у Житомирі.

## ДЮФСШ «Металіст 1925»

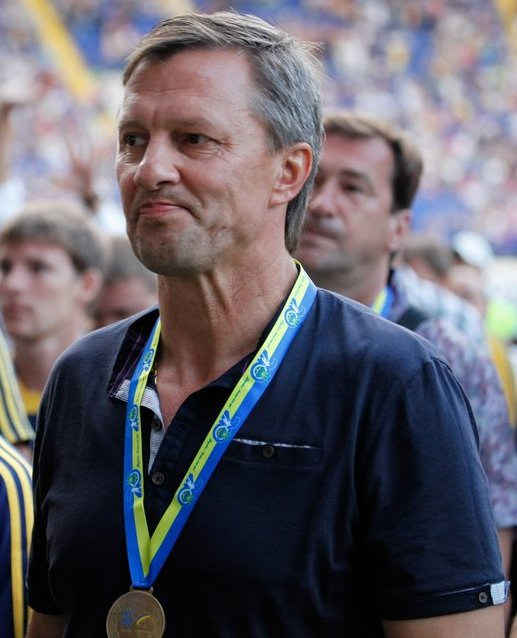
В'ячеслав Хруслов

У дитячо-юнацькій футбольній спортивній школі «Металіст 1925» навчається більше 400 дітей та юнаків віком від 6 до 17 років. ДЮФСШ представлена у Вищій лізі ДЮФЛУ в усіх чотирьох вікових групах. Команди «Металіст 1925» посідали перші місця на таких турнірах, як Leo Cup, Utmost Cup, Summer Bavaria Cup, Arsenal City Cup, Gornyak Sport Cup, Турнір імені Жеребкіна, Турнір пам'яті Дмитра Рудя, Всеукраїнський турнір «Кубок Австралії» та інших. Підготовкою спортсменів займаються 23 викладача. Серед тренерів школи — колишні футболісти «Металіста» Сергій Осадчий, Віктор Камарзаєв, Євгеній Назаров, Віталій Сахно, Віктор Сусло тощо.
Випускниками школи комплектуються склади команд «Металіст Юніор» (до 2019 року), «Авангард» (Харків) (у 2019—2021 роках), «Металіст 1925» U-19 (у 2021—2024 і з 2025 року) та «Металіст 1925-2» (у 2024—2025 роках).
| Посада              | Ім'я              |
| ------------------- | ----------------- |
| Директор            | Роман Мельник     |
| Заступник директора | В'ячеслав Хруслов |
| Старший тренер      | Олег Крамаренко   |
| Адміністратор       | Віталій Дорошенко |

## Фарм-клуби

### «Металіст Юніор»

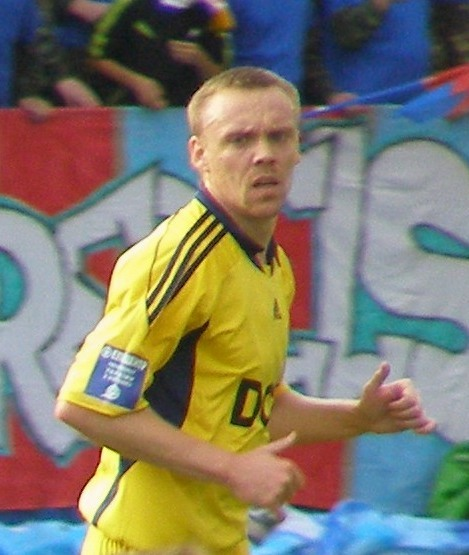
Сергій Валяєв

У вересні 2016 року створено другу команду клубу, яка отримала назву «Металіст Юніор». Її першим головним тренером став Сергій Валяєв, у минулому півзахисник харківського «Металіста». Головним завданням команди була підготовка молодих футболістів для «Металіста 1925». До весни 2018 року команда юніорів проводила домашні матчі на стадіоні ХНПУ ім. Григорія Сковороди на Салтівці. Серед харківських вболівальників команда «Металіст Юніор» отримала прізвисько «МЮ», за аналогією з англійським «Манчестер Юнайтед».
Перший офіційний матч «Металіст Юніор» провів у рамках 1/8 фіналу Кубка Харкова з футболу 13 жовтня 2016 року проти команди НТУ «ХПІ», яку переміг з рахунком 7:0. У 1/4 фіналу «МЮ» поступився команді ХНУМГ-1 із рахунком 1:2.
На початку 2017 року команда юніорів брала участь у Зимовій першості Харкова (Ліга КФК). 11 березня у фіналі турніру «Металіст Юніор» переграв футбольний клуб «Квадро» з Первомайського (4:3 у серії пенальті, рахунок основного часу 1:1) і став переможцем першості. Влітку 2017 року «Металіст Юніор» виступав у Чемпіонаті Харкова з футболу та став бронзовим призером цього турніру.
У 2018 році команда брала участь у Зимовому чемпіонаті Харківської області. На груповій стадії турніру юніори посіли друге місце, пропустивши вперед лише ФК «Вовчанськ». У півфіналі, програючи по ходу зустрічі ФК «Люботин», «МЮ» зміг переломити хід гри та переміг з рахунком 4:1. 19 квітня 2018 року в Харкові на стадіоні «Динамо-Арена» відбувся фінальний поєдинок юніорської команди з ФК «Вовчанськ». Основний час переможця не виявив (0:0), а у серії пенальті харків'яни були більш влучними за «вовків» — 4:3. Таким чином, «Металіст Юніор» зберіг для клубу «золото» Зимового чемпіонату області, яке ще рік назад вигравала перша команда.
28 квітня 2018 року «МЮ» дебютував у Вищій лізі Чемпіонату Харківської області. Домашні матчі команда почала проводити на навчально-тренувальній базі в селищі Високий. У травні того ж року Сергія Валяєва на посаді старшого тренера команди змінив Михайло Глушко. 9 липня старшим тренером став Олександр Горяїнов, який до цього працював тренером воротарів «Металіста 1925», але вже 11 вересня Горяїнов було призначено виконувачем обов'язків головного тренера «Металіст 1925», а старшим тренером «МЮ» знов став Михайло Глушко. У Чемпіонаті Харківської області «юніори» вийшли зі своєї групи у фінальний етап змагань, де посіли 6 місце з 10 команд.
У сезоні 2019 року команда виступила на зимовій першості області, де посіла 3 місце у своїй підгрупі.

### «Авангард»
У 2019 році структура клубу «Металіст 1925» зазнала організаційних змін, внаслідок чого нішу команди «Металіст Юніор» у клубній вертикалі зайняв «Авангард», який за два роки свого існування встиг стати срібним призером чемпіонату Харківської області (2020), дворазовим володарем кубка (2019, 2020) та суперкубка (2019, 2020) Харківської області, а також переможцем Юніорського чемпіонату України (2020/21).
Улітку 2021 року, після виходу «Металіста 1925» до УПЛ, з тренерів і футболістів «Авангарда» було сформовано юнацьку (U-19) команду «Металіста 1925», яка у сезонах 2021/22—2023/24 виступала в Юнацькому чемпіонаті України серед клубів Прем'єр-ліги.